# فقيش المعرج (لودر)

تعديل مصدري - تعديل

فقيش المعرج هي إحدى قرى عزلة زارة بمديرية لودر التابعة لمحافظة أبين، بلغ تعداد سكانها 89 نسمة حسب تعداد اليمن لعام 2004.